# Gymnocypris
Gymnocypris es un género de peces de la familia Cyprinidae y de la orden de los Cypriniformes.

## Especies
Tiene 10 especies reconocidas:
- Gymnocypris chilianensis S. C. Li & S. Y. Chang, 1974
- Gymnocypris chui T. L. Tchang, T. H. Yueh & H. C. Hwang, 1964
- Gymnocypris dobula Günther, 1868
- Gymnocypris eckloni Herzenstein, 1891
- Gymnocypris firmispinatus Y. F. Wu & C. Z. Wu, 1988
- Gymnocypris namensis (Y. F. Wu & M. L. Ren, 1982)
- Gymnocypris potanini Herzenstein, 1891
- Gymnocypris przewalskii (Kessler, 1876)
- Gymnocypris scleracanthus Tsao, C. Z. Wu, Chen & Zhu, 1992
- Gymnocypris waddellii Regan, 1905